# Prangos afghanica
Prangos afghanica är en flockblommig växtart som beskrevs av Dieter Podlech. Prangos afghanica ingår i släktet Prangos och familjen flockblommiga växter. Inga underarter finns listade i Catalogue of Life.